# Kanato de Karabaj
El kanato de Karabaj fue un estado constituido en el oriente de la Armenia bajo la soberanía iraní. Después de haber sido ocupada varias veces por el Imperio otomano y luego reconquistada por los safávidas, fue brevemente el centro de un pequeño estado armenio antes de independizarse en 1748 bajo la dinastía local Javanshir. Fue incorporado como estado vasallo en el Imperio ruso después del tratado de Gulistán antes de ser anexado en 1822.

## Origen
El territorio de Karabaj fue gobernado originalmente por pequeños principados feudales armenios, brevemente vasallos del Reino de Georgia en el siglo XIII como parte de la Armenia zakárida; la región fue invadida por los mongoles y luego por los turcomanos. A finales del siglo XIV, Karabaj fue conquistada por Tamerlán. La rápida desintegración de su imperio dio paso a la dominación de Kara Koyunlu (1410-1468) y luego a la de la hermandad rival de Ak Koyunlu (1468-1501) que reinó sobre el país hasta la anexión al Imperio safávida. en 1502. Después de largas luchas, el general otomano Farhâd Pasha finalmente ocupó Karabaj en 1588, al comienzo del reinado de Chah Abás. Los turcos se mantuvieron hasta 1606.

## Kanato iraní

### Creación
A principios del siglo XVII, el avance de las tropas de Chah Abás permitió a los safávidas recuperar el control de Karabaj. Chah Abás concedió un estatuto de autonomía a los meliks armenios bajo la autoridad de un gobernador hereditario safávida de la familia turcomana de Shahverdi Sultan Ziyad Oghlu, del clan de Kayars que también controlaban Ganyá. Desde principios del siglo XVIII, la aceleración de la decadencia del Imperio safávida animó a los otomanos a reconquistar a partir de 1724 toda Transcaucasia.

### David Bek
Un melik armenio de Syunik, David Bek, luchó contra la ocupación otomana y durante unos años incluyó a Karabaj en un pequeño principado casi independiente que desapareció con su sucesor Makhitar (o Mékhitar).

### Reconquista iraní
Después de la deposición por los afganos de Tahmasp II en 1722, un general iraní, el futuro Nader Shah, restauró el poder de su país y reconquistó la región después de haber aplastado a los ejércitos otomanos en 1736; es proclamado sah de Irán. Entonces Karabaj regresó al redil iraní y Nader Shah reconstituyó la autonomía de los principados armenios, bajo el nombre de Khamsat ("los cinco"), bajo la autoridad teórica de Mélik Yegan o Avan de Dizak (fallecido en 1744). La región se confió como antes al gobierno de Ulughu Khan II Ziyad Oghlu Qajars (1730-1747), que también reinaba en Ganyá.

## Kanato de Javanshir
En 1747, Panah-Ali khan Javanshir, un jefe del clan turcomano de la tribu Sarijah, rama de los Javanshir o Jevanshir que, con sus asociados los Otuz-iki se habían opuesto al clan kayar de los Ziyad Oghlu, se aprovechó de la asesinato de Nader Chah, a quien había servido como oficial, y la sangrienta sucesión que sigue para ser reconocido como kan de Karabaj por Adel Shah, en detrimento de su rival Ulurghu Jan II Ziyad Oghlu. Rechazó la soberanía iraní en 1748, estableciendo así un kanato de Karabaj independiente.
En 1750, uno de los meliks armenios, Shahnazar II Shahnazarian de Varanda (1750-1791), tomó el poder dando muerte a su medio hermano Mélik Houssein II (o Joseph). Inmediatamente atrajo la hostilidad de otros meliks y particularmente los de Dizat de quien descendía la madre de su víctima y los de Jachen, la familia de la esposa de este último.
Mélik Shahnazar II, cuya madre era hija del Kan de Najicheván, no dudó en salir de su aislamiento para buscar la alianza y protección de Panah-Ali khan Javanshir. Dio a una de sus hijas, Hourizad, como esposa a su hijo Ibrahim Khalil y cedió al padre de su nuevo yerno un territorio en el límite de Karkar, Susa. Panah-Ali Khan rápidamente construyó una fortaleza allí y estableció su capital allí bajo el nombre de «Panatabad», donde transfirió el centro de su poder en 1752. Panah-Ali Khan y su auxiliar armenio Melik Allaverdi de Jachen murieron en 1755 para reemplazarlo por Melik Mirzabek (1755-1775), entonces, a pesar de su presentación, encarcelado y decapitado por traición Melik Allah Ghuli sultán de Djraberd (1725-1755).
En 1759, Panah-Ali repelió un ataque contra Susa dirigido por las tropas de Mohammad Karim Jan, que había restaurado temporalmente la autoridad en Persia. El nuevo maestro de Irán pidió que Panah Ali reconociera su soberanía sobre la región y lo invitó en 1759 a una entrevista y exigió su sumisión. Panah-Ali se negó y fue encarcelado en Shiraz, donde murió en 1761 o 1763.
Su hijo Ibrahim Khalil Khan lo sucedió y completó su obra poniendo fin a la autonomía de los últimos melikats que aún no reconocían su autoridad. No dudó en tener Isaías de Dizat (1747-1781) asesinado en 1781. En 1783/1784, los meliks Medjloun Israelí de Djraberd, Abov III Beglarian de Gulistán y Bakhtam Avanian de Dizak, el sucesor de Isaías, así como Hovhannes IX Hasan Jalalian de los catolicós de la Albania del Cáucaso solicitaron envío de ayuda al príncipe Gregorio Potemkin. Ibrahim Khlalil interceptó los mensajes y lo consideró una traición. En 1785/1786, encarceló a los tres meliks y a los catolicós. Los dos primeros lograron escapar. Sin embargo, Mélik Medjoun fue asesinado en 1796 por instigación suya, mientras que Abov III Béglarian se refugió con su familia en Georgia. Mélik Batham Avanian de Dizak fue asesinado e hizo que los catolicós, a quienes consideraba cómplices fueran envenenados en su cárcel en 1788.
Mientras tanto, Aga Muhammad Khan, del clan turcomano Kayar tradicionalmente hostil a los javanshir, se convirtió en el nuevo hombre fuerte de Irán. Ibrahim Khalil Khan se alió a su lado con Heraclio II de Georgia, quien también estaba amenazado por Persia. Con su apoyo, Ibrahim Khalil se apoderó de Ganyá en 1782, donde permaneció hasta 1784. En 1794, como el rey de Georgia y con los demás kanes de Transcaucasia, se negó a rendir homenaje al nuevo amo de Irán.
Durante el verano de 1795, Aga Muhammad Khan dirigió sin éxito un nuevo sitio de Shusha, defendido por Ibrahim y sus vasallos armenios. Luego lidera sus ejércitos contra Tiflis, la capital de Georgia, que es tomada y saqueada (11-20 de septiembre de 1795). En 1797, el sah de Irán regresó a Karabaj y esta vez se apoderó de la capital mientras Ibrahim Khalil se refugiaba en Daguestán.
Tras la retirada de los iraníes que temían una intervención de Rusia, protector oficial de Georgia desde 1783 y la muerte de Aga Muhammad Khan en 1797, un tal Mahmmad Beg gobierna dos meses mientras espera el regreso de Ibrahim Khalil a Karabaj. Al año siguiente, una delegación de los meliks encabezada por Jamshid, el propio hijo mayor de Shahnazar III, desposeído en favor de un hermano menor, Houssein III, se presentó en San Petersburgo para implorar la ayuda del Imperio ruso (1798).

## Anexión del Imperio ruso
Desde el comienzo de la guerra ruso-persa de 1804-1813, la región fue ocupada por ejércitos rusos. El general Pável Tsitsiánov actuó como un verdadero procónsul ruso del Cáucaso. Después de haber matado a Djevad Khan de Ganyá (1787-1804), al año siguiente, Mohammed Hasan Aga Javenshir, uno de los hijos de Ibrahim Khalil, impuso por intimidación en la primavera de 1805 a los otros kanes de la región la soberanía del Imperio ruso. El historiador Firouzeh Mostashari señala que se trató de cartas de capitulación escritas por el general ruso que los kanes se habían visto obligados a firmar y que fueron presentadas como solicitudes de vasallaje para justificar y promover su acción en la corte de San Petersburgo.
Víctima de su brutalidad, Tsitsiánov fue asesinado a su vez el 20 de febrero de 1806 por Hussein Qouli, el kan de Bakú. Ibrahim Khalil, por consejo de su hijo Abul Fath Khan, inmediatamente aprovechó este asesinato para buscar liberarse del vasallaje ruso y se puso en contacto con sus antiguos enemigos persas. En secreto, llamó a las tropas iraníes y se ofrece a entregarles Susa. Sin embargo, uno de sus nietos, Djafa Kulf Khan, advirtió al mayor Dmitri Tíjonovich Lisaniévich, que comandaba la guarnición de 600 hombres de la ciudad. Considerado un traidor, Ibrahim Khalil intentó escapar, pero es asesinado el 14 de junio de 1806. Otro de sus hijos, Mekhti Qouli Khan, fue admitido el 10 de septiembre de 1806 para sucederle como vasallo del Imperio ruso.
El tratado de Gulistán, firmado el 12 de octubre de 1813 entre Rusia e Irán, confirmó el hecho consumado y la cesión del kanato de Karabaj al Imperio ruso.
Al sentir la inminencia del estallido de la guerra ruso-persa de 1826-1828, el kan Mekhti Qouli Khan, temiendo por su seguridad, huyó en 1822 a Irán, donde murió en mayo de 1845. Esta huida condujo a la anexión de su Estado. Durante la campaña de 1826, el kan, habiendo venido a hacer su sumisión, obtuvo el indulto de Rusia, que lo nombró general de división y le otorgó una pensión por el abandono de todos sus derechos.